# 火線生死戀
《火線生死戀》（英語：[Final Edge] 错误：{{Lang}}：文本有斜体标记（帮助））是一部2002年上映的香港電影，由高飛導演、監製及主演，編劇為梁志明，鍾淑慧、王合喜及高飛領銜主演。

## 劇情
程雪為黑幫老大，她替爸爸接管洪興，她以前和警員阿Ben拍拖，但矛盾之下只能分手。在多年前，程雪父親把東升老大東升飛趕去菲律賓，但東升飛在菲律賓混得非常成功，所以他來香港來找程雪碴，飛先找山本一郎來害程雪...

## 演員
| 演員     | 角色     | 粵語配音 | 備註 |
| 鍾淑慧   | 程雪     |          | 阿雪 東升飛之天敵 阿Ben之前女友 山本一郎之親信，後被其出賣                                                 |
| 王合喜   | 志文     | 李家輝   | 阿Ben 警員 東升飛之天敵 程雪之前男友 最後被東升飛手下槍傷，後在程雪懷中安祥離世                            |
| 高飛     | 東升飛   | 黃志成   | 本片終極大反派 喪飛 東升社老大 程雪之天敵 山本一郎之合作伙伴 性格心狠手辣 最後打算槍殺程雪時被山本一郎槍殺 |
| 羅家英   | 五叔     | 黃志明   | 黑社會老大 東升飛之天敵 從小就看著程天長大 後被山本一郎殺害                                                |
| 丘明     | 程天     |          | 阿天 東升飛之天敵 程雪之弟弟 巧珍之男友 最後被東升飛槍殺                                                   |
| 西川孝和 | 山本一郎 | 黃志明   | 山本 東升飛之合作伙伴 程雪之親信，後出賣其 最後被程雪槍傷，但臨終前悔改而槍殺東升飛，同時也自殺身亡        |
| 梁焯滿   | 殺手     |          | 東升飛、山本一郎之手下 後槍傷志文，並殺死他 最後被程天殺死                                                 |

## 外部連結
- 香港影庫上《火線生死戀》的資料（繁體中文）